# Сука (фільм, 1931)
«Сука» (фр. La chienne) — французький фільм-драма 1931 року, перший повнометражний звуковий фільм Жана Ренуара, знятий за однойменним романом Жоржа де ла Фуршадьєра 1930 року та сценічною адаптацією Андре Муезі-Еона.

## Синопсис
Касира оптової трикотажної крамниці Моріса Леграна (Мішель Симон) зневажають колеги й тероризує дружина, жахлива мегера Адель: єдину розраду Легран знаходить в живописі. Одного разу вночі він знайомиться з Лулу та захищає її від сутенера «Деде», якого вона кохає, хоча той негарно з нею поводиться. Легран зустрічається з Лулу, знімає їй кімнату та прикрашає цю кімнату своїми картинами, які його дружина хотіла викинути на смітник. «Деде», що як завжди сидить на мілині, виносить дві картини і продає їх торговцеві; той ними жваво цікавиться. Пізніше «Деде» знайомить його з Лулу, видаючи її за автора полотен, підписаних ім'ям «Клара Вуд».
З'являється перший чоловік Адель — офіцер, зниклий безвісти на Першій світовій війні; він намагається отримати від Леграна гроші. Легран дає йому ключ від своєї квартири та пропонує увечері, поки він з дружиною буде в театрі, своїми руками забрати заощадження Адель. Насправді він підлаштував усе так, щоб зіштовхнути одне з одним колишнє подружжя й отримати нарешті свободу. Він вирушає до Лулу та застає її в ліжку з «Деде». Він рушає геть, але наступного ранку повертається та благає її піти від «Деде». Вона сміється, і Легран, принижений до глибини душі, вбиває її ножем для розрізання паперу. «Деде» заарештовують за це вбивство, судять і страчують. А Леграна без зайвого галасу звільняють з роботи: начальник виявив, що той потроху цупив гроші з каси.
Легран, що став клошаром, зустрічає колегу, який виявляється не ким іншим, як колишнім чоловіком нині покійної Адель. Легран трохи відкриває дверці автомобіля й отримує 20 франків від багатого автовласника, що тільки-но вийшов з галереї, придбавши картину Леграна — автопортрет. Два клошари готуються прогуляти це маленьке багатство.

## У ролях
| • Мішель Симон     | … | Моріс Леґран                          |
| • Жані Марез       | … | Люсьєнн Пеллетьє на прізвисько «Лулу» |
| • Жорж Фламан      | … | «Деде»                                |
| • Магделена Берюбе | … | Адель Леґран                          |
| • Роже Гайяр       | … | Алексіс Годар                         |
| • Жан Жере         | … | Дюгоде                                |
| • Александр Ріньйо | … | Ектор Ланґелард                       |
| • Ромен Буке       | … | Анріо                                 |
| • Анрі Гізоль      | … | Амеде                                 |
| • Макс Дальбан     | … | Бернар, колега Леґрана                |

## Знімальна група
- Автор сценарію — Жан Ренуар, Андре Жирар за однойменним романом Жоржа де ла Фуршадьєра і сценічній адаптації Андре Муезі-Еона
- Режисер-постановник — Жан Ренуар
- Продюсер — П'єр Бронберже, Роже Рішбе
- Оператор-постановник — Теодор Спаркюл
- Монтаж — Деніза Бачефф, Пал Фейош, Маргарит Ренуар
- Музика — Ежені Бюффе, Тозеллі
- Артдиректор — Марсель Курме
- Художник-декоратор — Габріель Сконьямільйо
- Звук — Марсель Курм
- Оператор — Роже Юбер

## Додаткова інформація
Ремейк «Суки» був знятий Фріцем Лангом у 1945 році під назвою «Вулиця гріха» з Едвардом Г. Робінсоном та Джоан Беннетт у головних ролях.